# Mary Garrett

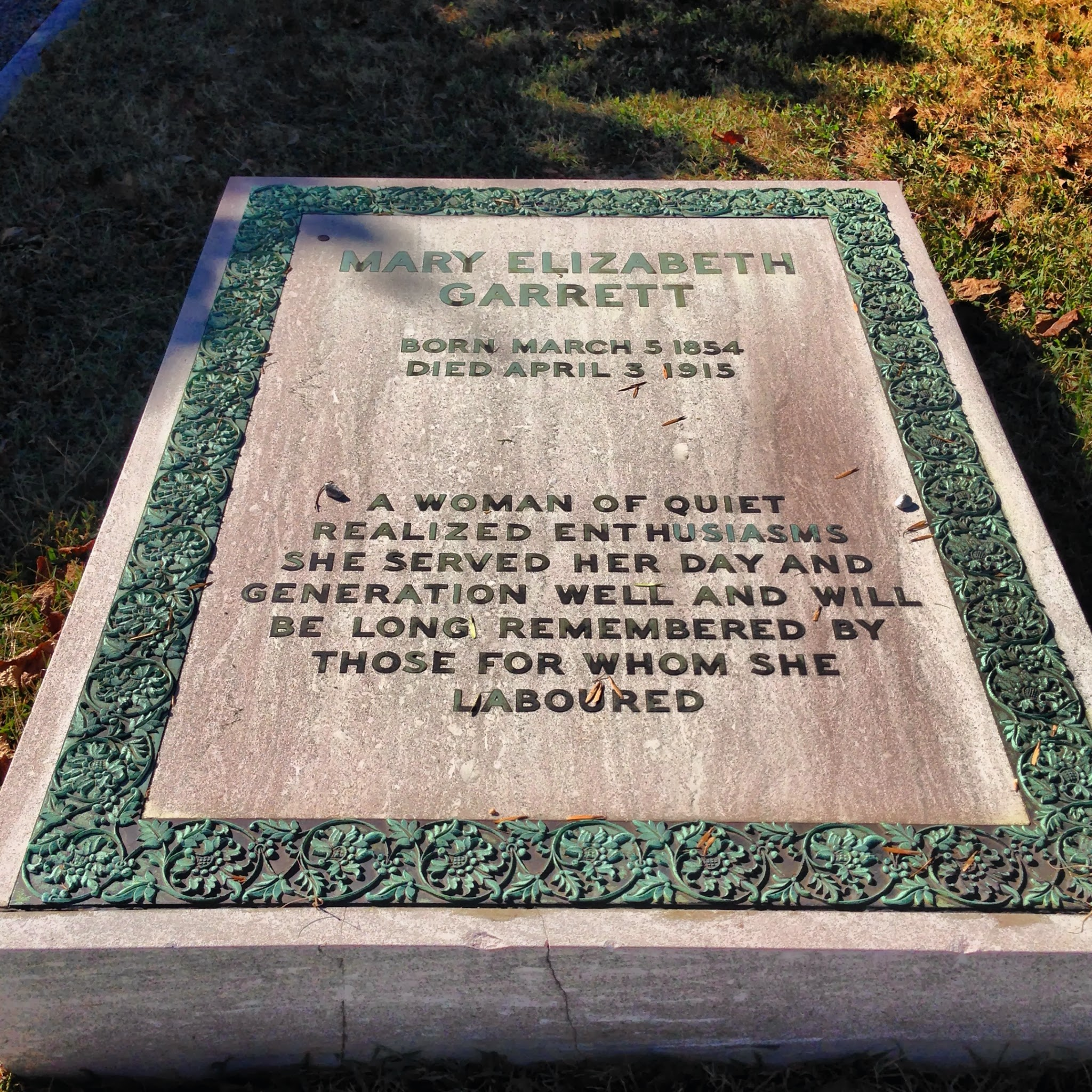
Grabstätte von Mary Garrett

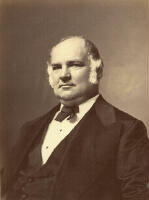
John W. Garrett (1820–1884), Marys Vater

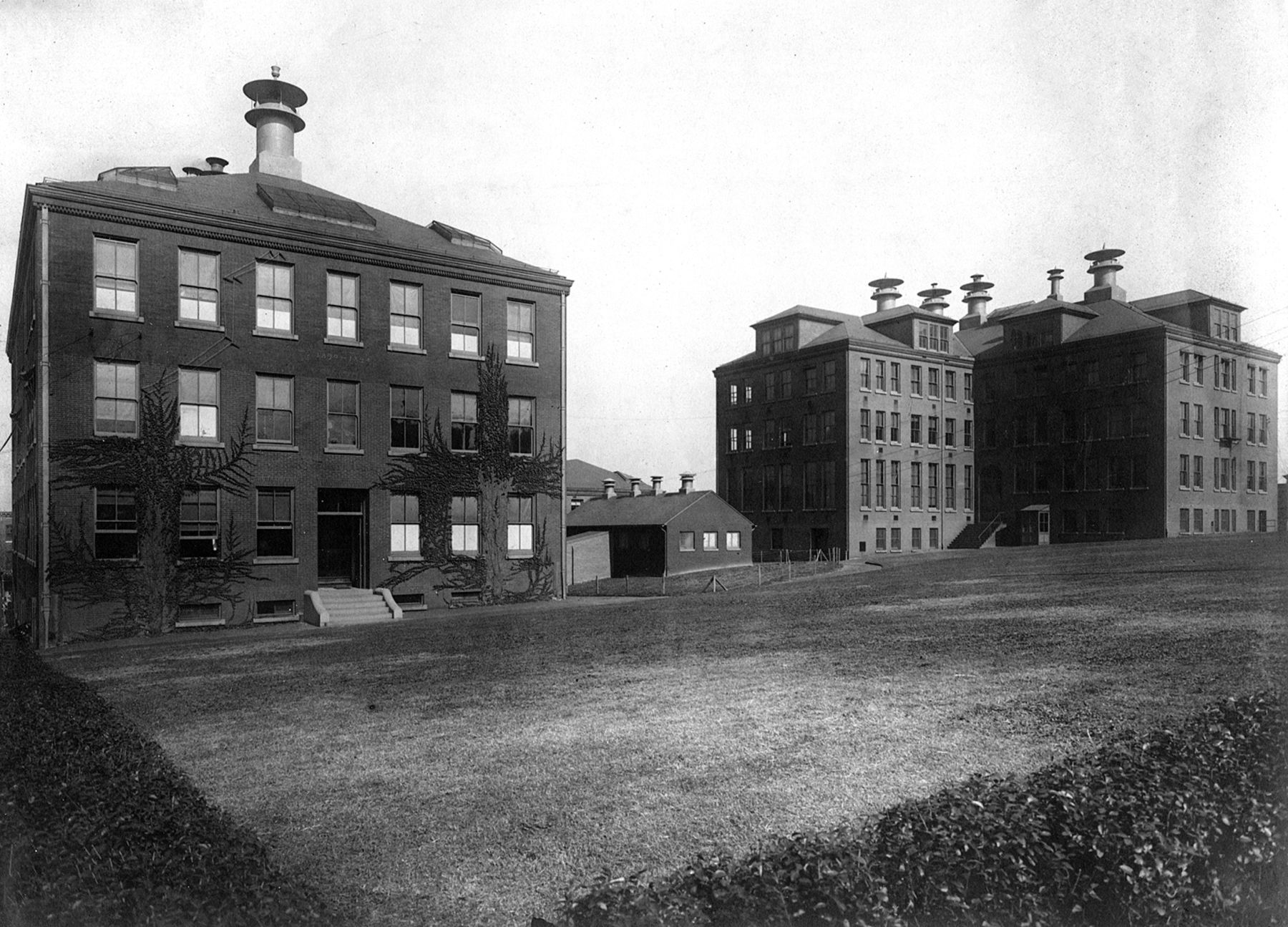
Johns Hopkins Medical School Women’s Fund Memorial Building and Physiological Building

 Mary Elizabeth Garrett  (* 5. März 1854 in Baltimore, Maryland; † 3. April 1915 in Montgomery County (Maryland)) war eine US-amerikanische Suffragistin und Philanthropin. Sie gehört zu den bedeutendsten Wohltäterinnen der amerikanischen Hochschulbildung für Frauen.

## Leben und Werk
Garrett war das dritte Kind und die einzige Tochter von Rachel Ann Harrison und dem Philanthropen John W. Garrett, der Präsident der Baltimore and Ohio Railroad war. Sie ging mit zwölf Jahren auf die Miss Kummer school, wo sie zwei lebenslange Freundinnen, Julia Rebecca Rogers mit dem Spitznamen „Dolly“ und Elizabeth King mit dem Spitznamen „Bessie“ kennenlernte. Dolly war die Tochter eines wohlhabenden Eisen- und Stahlhändlers aus Baltimore, Bessie stammte aus einer berühmten Quäkerfamilie und war die Tochter eines Mitarbeiters von Garretts Vater. Garrett war anfangs begeistert von dem Schulleben, aber sie langweilte sich wegen der konservativen Haltung der Schule gegenüber Mädchenbildung. Der Schulleiter hinderte die Mädchen daran, Naturwissenschaften zu studieren. Als Reaktion auf die restriktive Schulpolitik bildeten die drei Mädchen eine eigene Lerngruppe und um Biowissenschaften zu lernen, sezierten sie zum Entsetzen aller eine Ratte. Enttäuscht von den eigenen Schulerfahrungen verließ Garrett die Schule mit siebzehn Jahren und unterrichtete sich selber zu Hause und las literarische Klassiker. So lernte sie fließend Italienisch und Französisch und übte sich in Deutsch und Griechisch. Sie lernte von ihrem Vater Kenntnisse über den Handel und den Betrieb einer Eisenbahngesellschaft und arbeitete später als seine persönliche Sekretärin. Sie hatte somit Gelegenheit, viele bedeutende Geschäftsleute in Amerika zu treffen, darunter Andrew Carnegie, J.P. Morgan, William Henry Vanderbilt und Jay Gould. Diese Erfahrungen vermittelten ihr die Fähigkeit, eine effektive Verhandlungsführerin und Geschäftsfrau zu werden. Sie traf sich regelmäßig mit einer Gruppe junger Frauen in Baltimore, um über Literatur, Philosophie und soziale Fragen zu diskutieren. Diese Gruppe bezeichnete sich als „Freitagabend“-Gruppe, da sie sich jeden zweiten Freitag im Monat trafen. Zu der Gruppe gehörten Bessie King, Mamie Gwinn, Martha Carey Thomas und Julia Rogers. Sie gründeten 1885 die Bryn Mawr School für Mädchen in Baltimore. Dies war eine Elite-Vorbereitungsinstitution für Mädchen, benannt nach dem berühmten Frauencollege Bryn Mawr College in Pennsylvania. Garrett war der wichtigste finanzielle Unterstützer der neuen Schule. An das Bryn Mawr College spendete Garrett 10.000 USD pro Jahr, um dem College zu helfen alle Rechnungen zu bezahlen, unter der Bedingung, dass Martha Carey Thomas die Präsidentin wurde. Garrett gestaltete das Dekanat neu und beauftragte Frederick Law Olmsted, den Designer des New Yorker Central Park und des Campus der Stanford University mit der Planung des Campus.
Im Alter von 22 Jahren bat sie Daniel Coit Gilman, den ersten Präsidenten der Johns Hopkins University, um eine Sondergenehmigung für die Einschreibung an der Johns Hopkins University, die ihr jedoch aufgrund ihres Status als Frau verweigert wurde. Als die Johns Hopkins School of Medicine im späten neunzehnten Jahrhundert im Bau war, gründeten Garrett und ihre Freundinnen das Women’s Medical School Fund Committee und versprachen, das finanzielle Defizit  der Universität auszugleichen, sofern Frauen zu den gleichen Bedingungen wie Männer aufgenommen wurden. Garrett setzte die Zulassungsstandards gemäß den hochgelobten europäischen Standards für die medizinische Ausbildung und Gilman war sehr besorgt über die strengeren akademischen Standards. Im späten neunzehnten Jahrhundert waren die meisten medizinischen Fakultäten in den Vereinigten Staaten kleine gewinnbringende Unternehmen, die den Fakultäten gehörten. Die medizinischen Fakultäten verkauften medizinische Abschlüsse an denjenigen, der die Studiengebühr entrichtete. Für die Zulassung war keine Vorbildung erforderlich. An der Harvard University und der University of Pennsylvania waren die akademischen Standards früher angehoben worden und führten zu einem Umsatzrückgang, da weniger Studenten für die Zulassung qualifiziert waren. Gilman versuchte vergeblich Garrett zu überzeugen, ihre Vorgaben bei den Standards zu senken. Durch Verhandlungen stimmte Garret schließlich zu, zwei Absätze ihrer Bedingungen zu ändern, und betonte, dass ihre Geschenkbedingungen den Betrieb der Universität nicht beeinträchtigen würden. Garrett zwang die Universität damit, Frauen auf der gleichen Grundlage wie Männer aufzunehmen, und erhöhte die Zulassungsvoraussetzungen. Damit wurde die Johns Hopkins School of Medicine zur ersten koedukativen medizinischen Fakultät für Hochschulabsolventen in den USA. Im Oktober 1893 nahm die Johns Hopkins University School of Medicine zum ersten Mal drei Studentinnen auf, nachdem sie Garretts Bedingungen für ihr Geschenk akzeptiert hatte. Bis zum 21. Juni 2000 hatten 1547 Frauen die Medizinische Fakultät der Johns Hopkins University abgeschlossen. Garretts Finanzierung und ihre klar umrissenen Bedingungen eröffneten nicht nur die medizinische Ausbildung für Amerikas Frauen, sondern machten Johns Hopkins auch zur ersten modernen medizinischen Fakultät in den Vereinigten Staaten.
Wie viele andere Suffragisten des neunzehnten Jahrhunderts heiratete Garrett nicht, sondern sie pflegte eine lebenslange und emotionale Beziehung zu Thomas. In ihren späteren Jahren arbeitete sie mit ihren langjährigen Freundinnen Susan B. Anthony und Anna Howard Shaw zusammen, um das Wahlrecht für Frauen in den USA zu sichern.

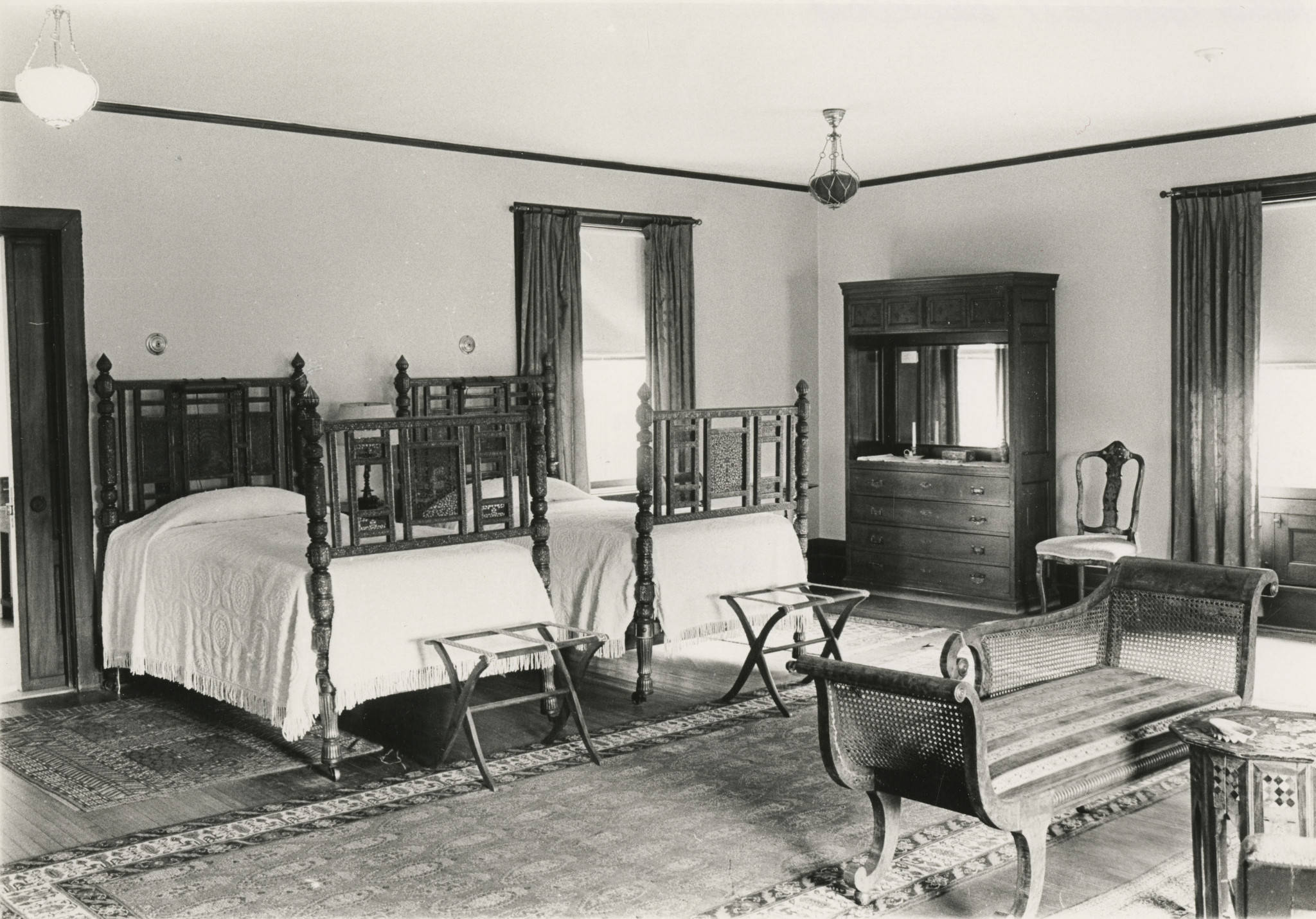
Das Dekanat, Innenansicht, Miss Garretts Schlafzimmer, Bryn Mawr College

Sie verbrachte ihre letzten Jahre am Bryn Mawr College mit Mary Carey Thomas, mit der sie sich das gleiche Dekanat  in Bryn Mawr teilte. Sie starb im Alter von 61 Jahren am Bryn Mawr College an Leukämie und wurde neben ihrem Vater auf dem Green Mount Cemetery in Baltimore beigesetzt. Sie vererbte die meisten ihrer Gelder und Grundstücke, einschließlich des Herrenhauses von Mount Vernon, in ihrem Testament an Martha Carey Thomas.